# Charles Hans
Charles Hans (1650-1672) est un jeune carme flamand, mort à 22 ans en odeur de sainteté[Quoi ?], sous le nom d'Arnold de Saint-Charles. Sa biographie et son journal spirituel ont été publiés au XVIIe siècle par Michel de Saint-Augustin.

## Biographie

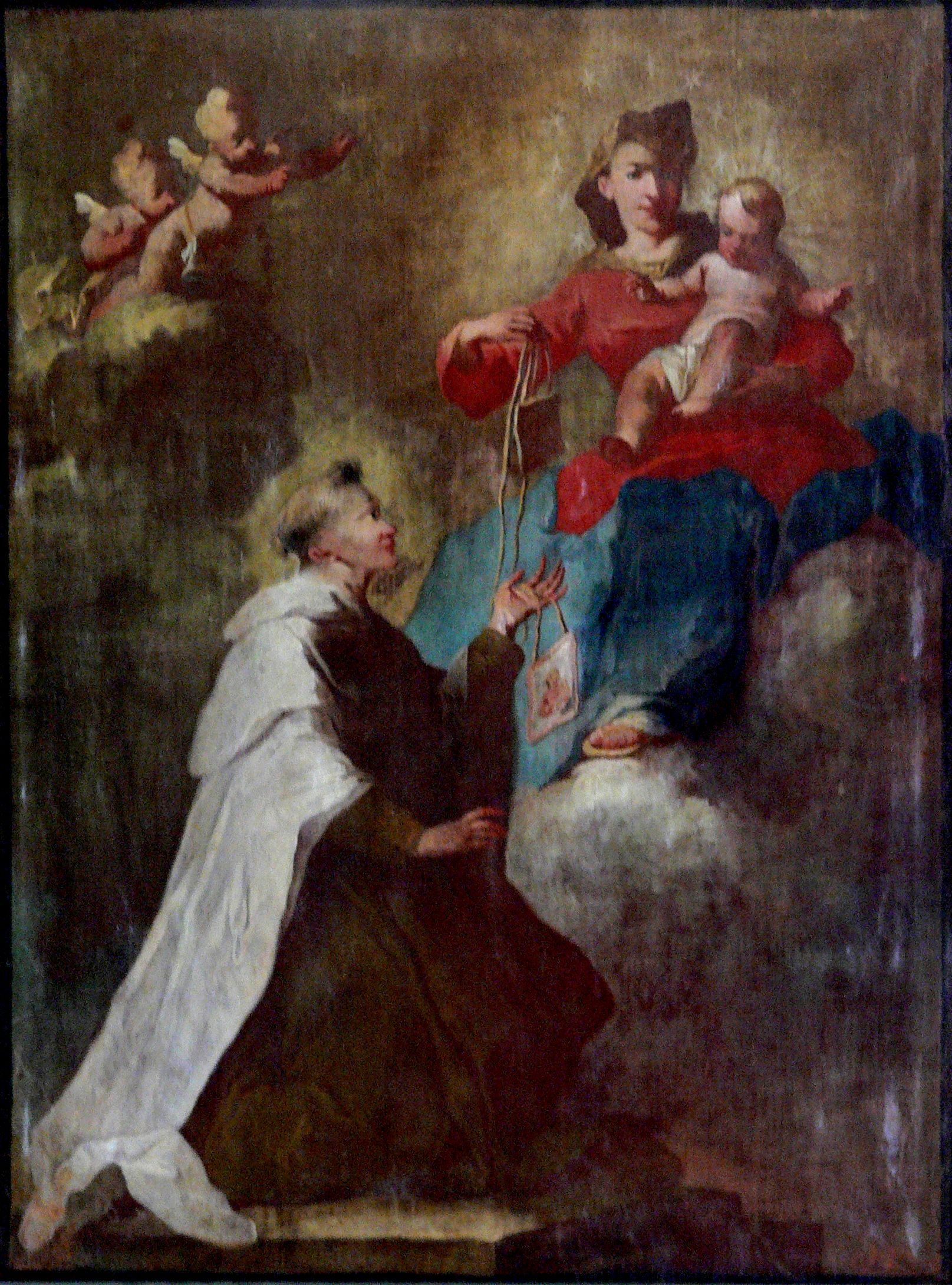
Notre-Dame du Mont-Carmel

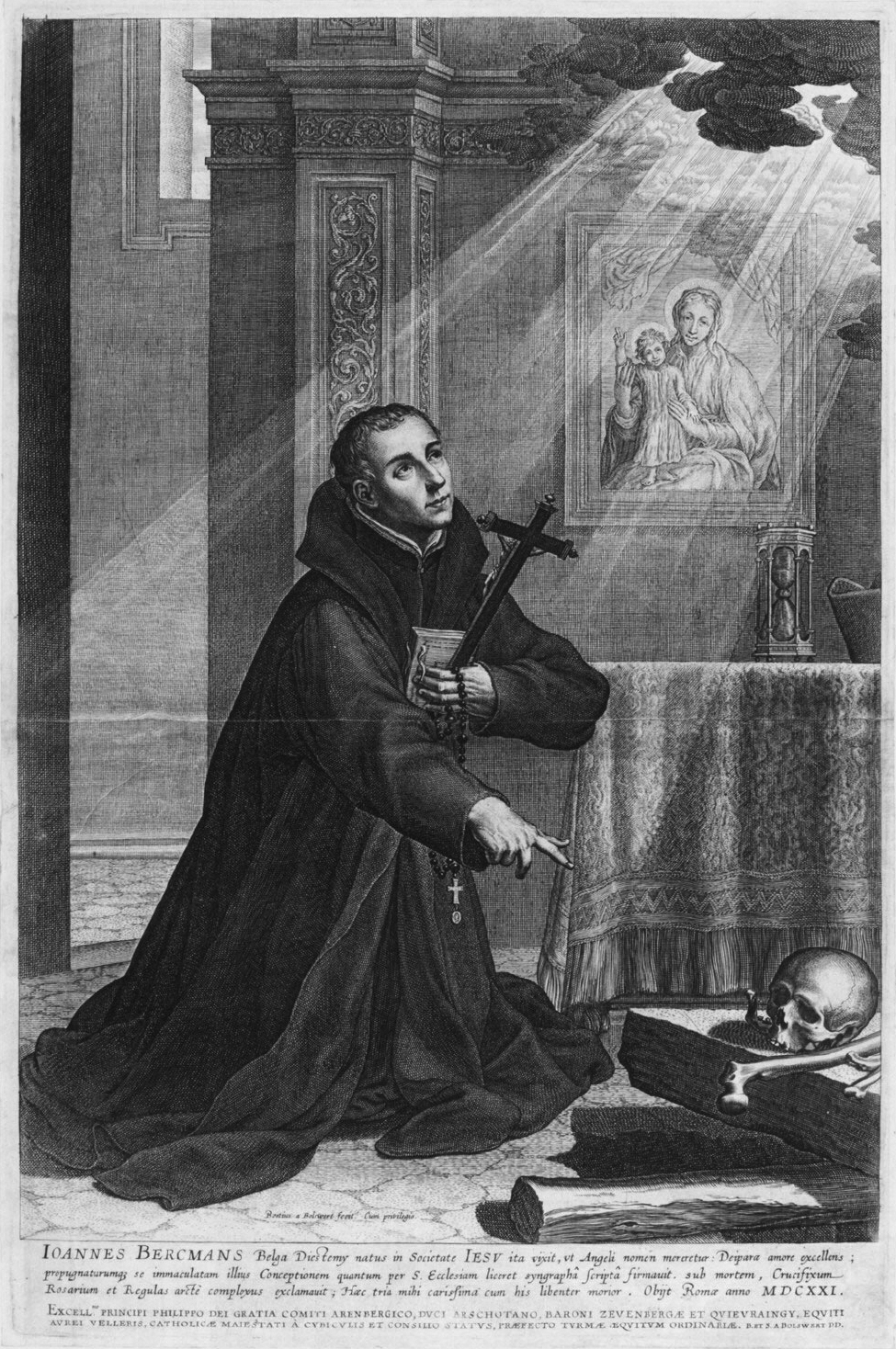
Saint Jean Berchmans (par Boëtius Adams Bolswert)

Fils de Pierre Hans, riche marchand de fil, et Marie Lavix, Charles est né dans les Flandres, à Bailleul (France), le 27 octobre 1650. Durant ses humanités chez les jésuites de la ville, il se fait rapidement remarquer par son application, sa charité et sa piété. Attiré par une vie contemplative, il entre, le 15 mai 1670, au couvent des carmes de Malines (Belgique), où régnait la stricte observance de la Réforme de Touraine. Sous le nom d'Arnold de Saint-Charles, il fait profession, le 17 mai 1671, entre les mains du très influent prieur, Michel de Saint-Augustin. Cependant, miné par la maladie, il décède, le 5 septembre 1672, vénéré comme un émule de Louis de Gonzague ou de Jean Berchmans.

## Postérité
Deux ouvrages ont été publiés à la mémoire d'Arnold de Saint-Charles quelques années après sa mort. D'abord une biographie, commencée par son directeur spirituel au collège, Jean Delcor, et achevée par Michel de Saint-Augustin, qui s'est également chargé de l'éditer, à Courtrai, en 1677, sous le titre Spieghel der religieuse volmachtheydtvorrgestelt in 't leven and deughden Vanden deinaer Godts Fr. Arnoldus a S. Carolo. Ensuite, le carme a publié le journal spirituel d'Arnold : Gheestelyck cabinet van godtvruchtig oeffeningen en krachtighe verweckselen tot een deugdelijck christelijck en volmacht leven; suivi d'un sommaire biographique : Een kort begryp van 't leven ende deughden vande dienaer Godts F. Arnoldus a S. Carolo. Publié à Gand en 1677, puis à Ypres en 1679, cet ouvrage reprend des exercices religieux et des élévations de l'âme à Dieu, qui témoignent à la fois de la dévotion d'Arnold à la Passion du Christ, associée aux douleurs de la Vierge, et de la profonde empreinte mystique de la Réforme de Touraine, via la spiritualité de Michel de Saint-Augustin et Maria Petyt. 

### Œuvres
- Spieghel der religieuse volmachtheydtvorrgestelt in 't leven and deughden Vanden deinaer Godts Fr. Arnoldus a S. Carolo, Courtrai, 1677.
- Gheestelyck cabinet van godtvruchtig oeffeningen en krachtighe verweckselen tot een deugdelijck christelijck en volmacht leven, suivi de Een kort begryp van 't leven ende deughden vande dienaer Godts F. Arnoldus a S. Carolo, Gand, 1677; Ypres, 1679.

### Études
- O. Steggink, Dictionnaire de spiritualité ascétique et mystique, t. VII, 1re partie, Paris, Beauchesne, 1969, p. 74 : Hans, Charles; Arnold de Saint-Charles.